# Euroliga de hockey hierba 2018–19
La Euroliga de hockey hierba 2018–19  (en inglés: Euro Hockey League, EHL) es la duodécima edición de esta competición.
La primera fase se disputó entre el 5 y el 7 de octubre de 2018 en Barcelona. Las eliminatorias finales se disputaron del 17 al 22 de abril de 2019 en Eindhoven.

## Sistema de competición
Toman parte en el torneo 24 clubes de acuerdo al ranking EHL. La mitad disputan la fase previa de grupos; los otros 12 acceden directamente a la fase final.
Los 12 equipos participantes en la fase previa de la competición se reparten en cuatro grupos de tres equipos, enfrentándose según un sistema de liguilla, a partido único. En función del resultado de cada partido obtienen las siguientes puntuaciones: 5 puntos por victoria, dos puntos por empate, un punto por una derrota por dos o menos goles de diferencia y cero puntos en caso de una derrota mayor. En función de las puntuaciones obtenidas, los primeros clasificados de cada grupo —en total 4 equipos— obtienen el pase a la fase final.
La fase final se disputa según un sistema de eliminación directa, a partido único, hasta decidir el campeón.

## Equipos participantes
Toman parte en el torneo 24 clubes, en representación de las 12 federaciones de la Federación Europea de Hockey con mejor ranking EHL. Los cupos para designar los 24 representantes se reparten del siguiente modo:
- Países entre el 1.º y 4.º puesto del EHF Club Ranking: 3 plazas (total 12 clubes)
- Países entre el 5.º y 8.º puesto del EHF Club Ranking: 2 plazas (total 6 clubes)
- Países entre el 8.º y 12.º puesto del EHF Club Ranking: 1 plaza (total 6 clubes)

Respecto a la temporada anterior, la federación escocesa gana un cupo, en detrimento de la irlandesa, y Gales pierde a su representante, en beneficio de Bielorrusia. Tres equipos debutan esta temporada en la EHL: Júnior FC, Grove Menzieshill HC y HC Minsk.
| Plazas | País (ranking EHL) | Equipos participantes   | Equipos participantes                  |
| Plazas | País (ranking EHL) | Disputan la fase previa | Aceso directo a KO16                   |
| 3      | 1. Países Bajos    | HC Oranje-Rood          | SV Kampong, Ámsterdam H&BC             |
| 3      | 2. Alemania        | Mannheimer HC           | HTC Uhlenhorst Mülheim, Rot-Weiss Köln |
| 3      | 3. Bélgica         | Royal Léopold HC        | KHC Dragons, Waterloo Ducks HC         |
| 3      | 4. España          | Júnior FC               | RC Polo, Club Egara                    |
| 2      | 5. Francia         | Racing Club de France   | Saint-Germain HC                       |
| 2      | 6. Inglaterra      | Wimbledon HC            | Surbiton HC                            |
| 2      | 7. Rusia           | Dinamo Elektrostal      | HC Dinamo Kazan                        |
| 2      | 8. Escocia         | Grange HC               | Grove Menzieshill HC                   |
| 1      | 9. Irlanda         | Three Rock Rovers HC    | -                                      |
| 1      | 10. Polonia        | WKS Grunwald Poznan     | -                                      |
| 1      | 11. Austria        | SV Arminen Wien         | -                                      |
| 1      | 12. Bielorrusia    | HC Minsk                | -                                      |

## Fase previa
Se disputó entre el 5 y el 7 de octubre de 2018 en el Estadio Pau Negre de Barcelona, España.

### Grupo A
| Equipo         | J | G | E | P | GF | GC | DG | Pts |
| -------------- | - | - | - | - | -- | -- | -- | --- |
| HC Oranje-Rood | 2 | 2 | 0 | 0 | 8  | 1  | +7 | 10  |
| SV Arminen     | 2 | 1 | 0 | 1 | 5  | 3  | +2 | 6   |
| Grange HC      | 2 | 0 | 0 | 2 | 1  | 10 | –9 | 0   |

### Grupo B
| Equipo             | J | G | E | P | GF | GC | DG | Pts |
| ------------------ | - | - | - | - | -- | -- | -- | --- |
| Mannheimer HC      | 2 | 1 | 1 | 0 | 8  | 3  | +5 | 7   |
| Wimbledon HC       | 2 | 1 | 1 | 0 | 6  | 3  | +3 | 7   |
| Dinamo Elektrostal | 2 | 0 | 0 | 2 | 4  | 12 | –8 | 0   |

### Grupo C
| Equipo          | J | G | E | P | GF | GC | DG | Pts |
| --------------- | - | - | - | - | -- | -- | -- | --- |
| Royal Léopold   | 2 | 2 | 0 | 0 | 8  | 1  | +7 | 10  |
| Grunwald Poznań | 2 | 1 | 0 | 1 | 3  | 4  | –1 | 6   |
| HC Minsk        | 2 | 0 | 0 | 2 | 1  | 7  | –6 | 1   |

### Grupo D
| Equipo               | J | G | E | P | GF | GC | DG  | Pts |
| -------------------- | - | - | - | - | -- | -- | --- | --- |
| Three Rock Rovers HC | 2 | 1 | 1 | 0 | 7  | 1  | +6  | 7   |
| Junior FC            | 2 | 1 | 1 | 0 | 6  | 2  | +4  | 7   |
| RC France            | 2 | 0 | 0 | 2 | 1  | 11 | –10 | 0   |

## Fase final
La fase final se dispuó del 17 al 22 de abril de 2019 en Eindhoven, Países Bajos.
|  | Octavos de final     | Octavos de final |                   |                | Cuartos de final | Cuartos de final |  |                   | Semifinales | Semifinales |         |                | Final         | Final       |  |
|  | 17 y 18 de abril     | 17 y 18 de abril |                   |                | 20 de abril      | 20 de abril      |  |                   | 21 de abril | 21 de abril |         |                | 22 de abril   | 22 de abril |  |
|  |                      |                  |                   |                |                  |                  |  |                   |             |             |         |                |               |             |  |
|  |                      |                  |                   |                |                  |                  |  |                   |             |             |         |                |               |             |  |
|  | SV Kampong           | 2                |                   |                |                  |                  |  |                   |             |             |         |                |               |             |  |
|  | SV Kampong           | 2                |                   |                |                  |                  |  |                   |             |             |         |                |               |             |  |
|  | Rot-Weiss Köln       | 3                |                   |                |                  |                  |  |                   |             |             |         |                |               |             |  |
|  | Rot-Weiss Köln       | 3                |                   | Rot-Weiss Köln | 0(6)             |                  |  |                   |             |             |         |                |               |             |  |
|  |                      |                  |                   | Rot-Weiss Köln | 0(6)             |                  |  |                   |             |             |         |                |               |             |  |
|  |                      |                  | Ámsterdam H&BC    | 0(5)           |                  |                  |  |                   |             |             |         |                |               |             |  |
|  | Amsterdam H&BC       | 12               | Ámsterdam H&BC    | 0(5)           |                  |                  |  |                   |             |             |         |                |               |             |  |
|  | Amsterdam H&BC       | 12               |                   |                |                  |                  |  |                   |             |             |         |                |               |             |  |
|  | Grove Menzieshill HC | 1                |                   |                |                  |                  |  |                   |             |             |         |                |               |             |  |
|  | Grove Menzieshill HC | 1                |                   |                |                  |                  |  | Rot-Weiss Köln    | 3           |             |         |                |               |             |  |
|  |                      |                  |                   |                |                  |                  |  | Rot-Weiss Köln    | 3           |             |         |                |               |             |  |
|  |                      |                  | RC Polo           | 1              |                  |                  |  |                   |             |             |         |                |               |             |  |
|  | Saint Germain HC     | 1(1)             | RC Polo           | 1              |                  |                  |  |                   |             |             |         |                |               |             |  |
|  | Saint Germain HC     | 1(1)             |                   |                |                  |                  |  |                   |             |             |         |                |               |             |  |
|  | Club Egara           | 1(2)             |                   |                |                  |                  |  |                   |             |             |         |                |               |             |  |
|  | Club Egara           | 1(2)             |                   | Club Egara     | 3(0)             |                  |  |                   |             |             |         |                |               |             |  |
|  |                      |                  |                   | Club Egara     | 3(0)             |                  |  |                   |             |             |         |                |               |             |  |
|  |                      |                  | RC Polo           | 3(3)           |                  |                  |  |                   |             |             |         |                |               |             |  |
|  | Royal Léopold        | 3                | RC Polo           | 3(3)           |                  |                  |  |                   |             |             |         |                |               |             |  |
|  | Royal Léopold        | 3                |                   |                |                  |                  |  |                   |             |             |         |                |               |             |  |
|  | RC Polo              | 4                |                   |                |                  |                  |  |                   |             |             |         |                |               |             |  |
|  | RC Polo              | 4                |                   |                |                  |                  |  |                   |             |             |         | Rot-Weiss Köln | 0             |             |  |
|  |                      |                  |                   |                |                  |                  |  |                   |             |             |         | Rot-Weiss Köln | 0             |             |  |
|  |                      |                  | Waterloo Ducks HC | 4              |                  |                  |  |                   |             |             |         |                |               |             |  |
|  | KHC Dragons          | 4                | Waterloo Ducks HC | 4              |                  |                  |  |                   |             |             |         |                |               |             |  |
|  | KHC Dragons          | 4                |                   |                |                  |                  |  |                   |             |             |         |                |               |             |  |
|  | Three Rock Rovers HC | 2                |                   |                |                  |                  |  |                   |             |             |         |                |               |             |  |
|  | Three Rock Rovers HC | 2                |                   | KHC Dragons    | 1(2)             |                  |  |                   |             |             |         |                |               |             |  |
|  |                      |                  |                   | KHC Dragons    | 1(2)             |                  |  |                   |             |             |         |                |               |             |  |
|  |                      |                  | Waterloo Ducks HC | 1(3)           |                  |                  |  |                   |             |             |         |                |               |             |  |
|  | Waterloo Ducks HC    | 1(4)             | Waterloo Ducks HC | 1(3)           |                  |                  |  |                   |             |             |         |                |               |             |  |
|  | Waterloo Ducks HC    | 1(4)             |                   |                |                  |                  |  |                   |             |             |         |                |               |             |  |
|  | Surbiton HC          | 1(2)             |                   |                |                  |                  |  |                   |             |             |         |                |               |             |  |
|  | Surbiton HC          | 1(2)             |                   |                |                  |                  |  | Waterloo Ducks HC | 1(3)        |             |         |                |               |             |  |
|  |                      |                  |                   |                |                  |                  |  | Waterloo Ducks HC | 1(3)        |             |         |                |               |             |  |
|  |                      |                  | Mannheimer HC     | 1(1)           |                  |                  |  |                   |             |             |         |                |               |             |  |
|  | Dinamo Kazan         | 0                | Mannheimer HC     | 1(1)           |                  |                  |  |                   |             |             |         |                |               |             |  |
|  | Dinamo Kazan         | 0                |                   |                |                  |                  |  |                   |             |             |         |                |               |             |  |
|  | Mannheimer HC        | 6                |                   |                |                  |                  |  |                   |             |             |         |                |               |             |  |
|  | Mannheimer HC        | 6                |                   | Mannheimer HC  | 4(4)             |                  |  |                   |             |             |         | Tercer lugar   | Tercer lugar  |             |  |
|  |                      |                  |                   | Mannheimer HC  | 4(4)             |                  |  |                   |             |             |         | Tercer lugar   | Tercer lugar  |             |  |
|  |                      |                  | HTC Uhlenhorst    | 4(2)           |                  |                  |  |                   |             |             |         |                |               |             |  |
|  | HC Oranje-Rood       | 2                | HTC Uhlenhorst    | 4(2)           |                  |                  |  |                   |             |             | RC Polo | 1              |               |             |  |
|  | HC Oranje-Rood       | 2                |                   |                |                  |                  |  |                   |             |             | RC Polo | 1              |               |             |  |
|  | HTC Uhlenhorst       | 3                |                   |                |                  |                  |  |                   |             |             |         |                | Mannheimer HC | 3           |  |
|  | HTC Uhlenhorst       | 3                |                   |                |                  |                  |  |                   |             |             |         |                | Mannheimer HC | 3           |  |
|  |                      |                  |                   |                |                  |                  |  |                   |             |             |         |                |               |             |  |

|                    |
| Campeón            |
| Bandera de Bélgica |
| Waterloo Ducks HC  |
| 1.º título         |